# Rostov aan de Don
Rostov aan de Don (Russisch: Ростов-на-Дону, uitspraak: Rastof na Danoe) is een stad in het zuiden van Rusland. De havenstad is gelegen op de rechteroever van de Don, ca. 45 kilometer voor de monding van deze rivier in de Zee van Azov en ongeveer 1100 km ten zuiden van Moskou. Het is de hoofdstad van de oblast (provincie) Rostov en sinds 2002 ook van het Zuidelijk Federaal District. Rostov aan de Don is partnerstad van Dortmund, Glasgow, Pleven en Le Mans.
Rostov aan de Don dient niet verward te worden met Rostov Veliki in de oblast Jaroslavl.

## Geschiedenis
De monding van de rivier de Don is al sinds de oudheid van groot commercieel en strategisch belang. De Griekse kolonie Tanaïs lag er, evenals het Genuese fort Tana en de Turkse vesting Azov. Rostov aan de Don werd 1749 bij decreet van keizerin Elisabeth I gesticht als douanepost. Er verrezen pakhuizen en een kazerne en er werd een haven aangelegd. In 1760-1761 werd de nederzetting voorzien van vestingwerken, als bescherming tegen Turkse aanvallen. In 1761 noemde Catharina de Grote het fort naar bisschop Dmitri van Rostov, die kort daarvoor heilig was verklaard. Het speelde een belangrijke rol in de Russisch-Turkse oorlogen van de tweede helft van de 18e eeuw en diende als basis tijdens de aanvallen op Azov in de periode 1768-1774.

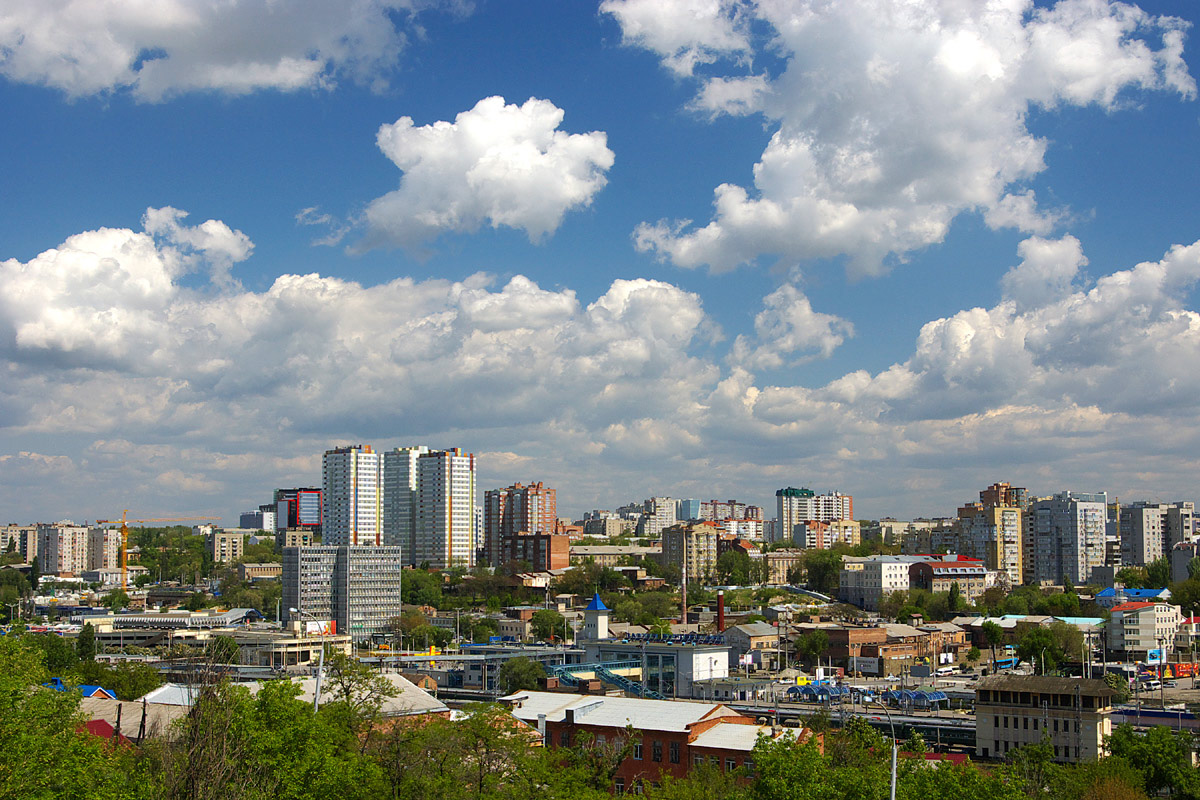
Blik op Rostov

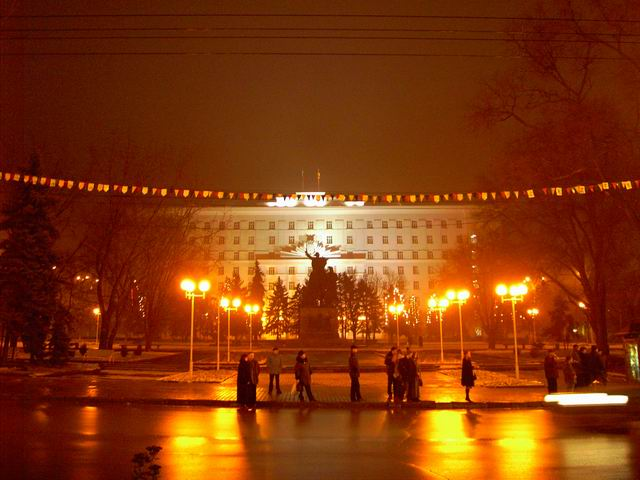
Gebouw van het bestuur van oblast Rostov en monument voor het Rode Leger

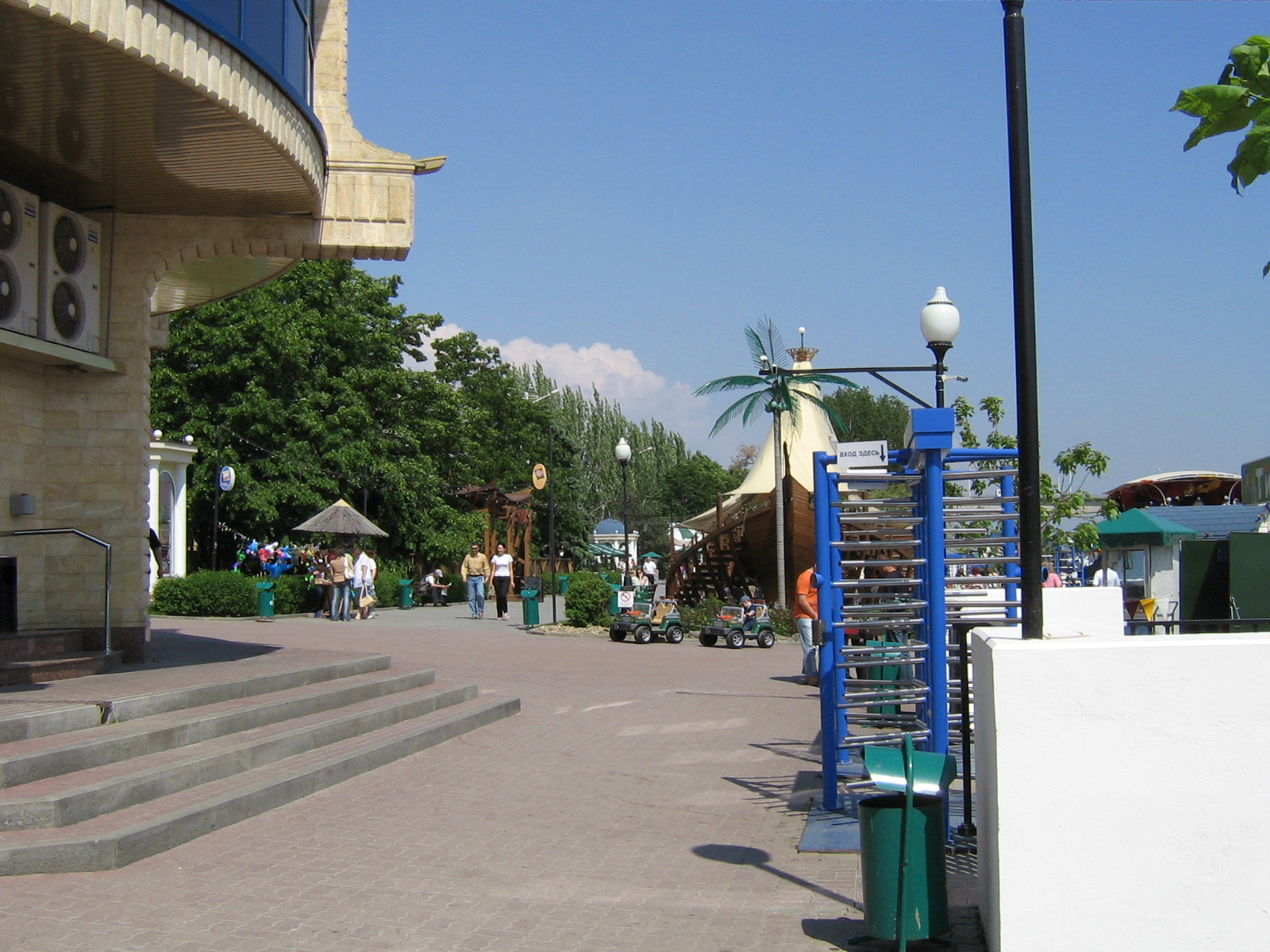
Kade langs de Don

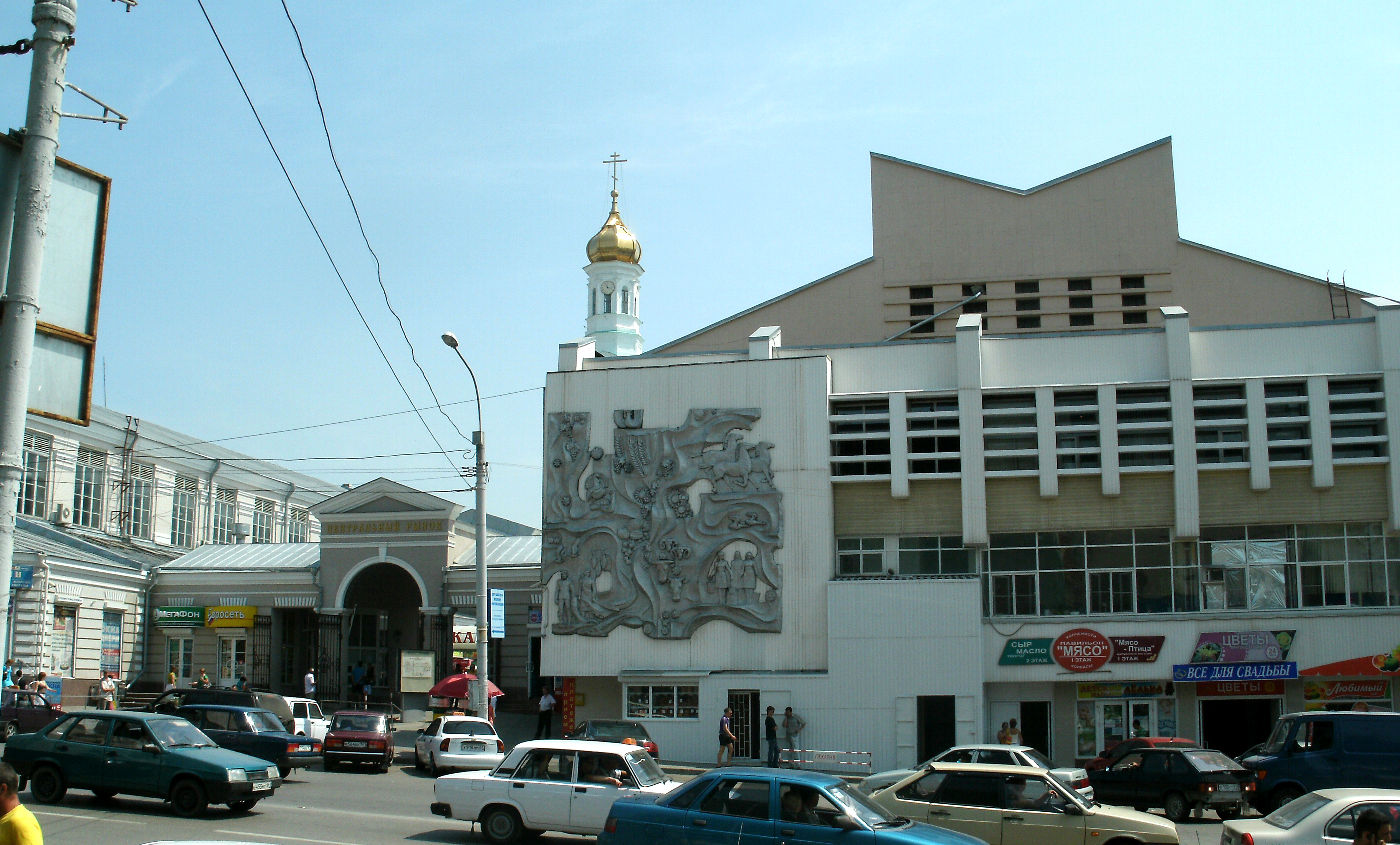
Markt nabij de Maria-Geboorte-kathedraal

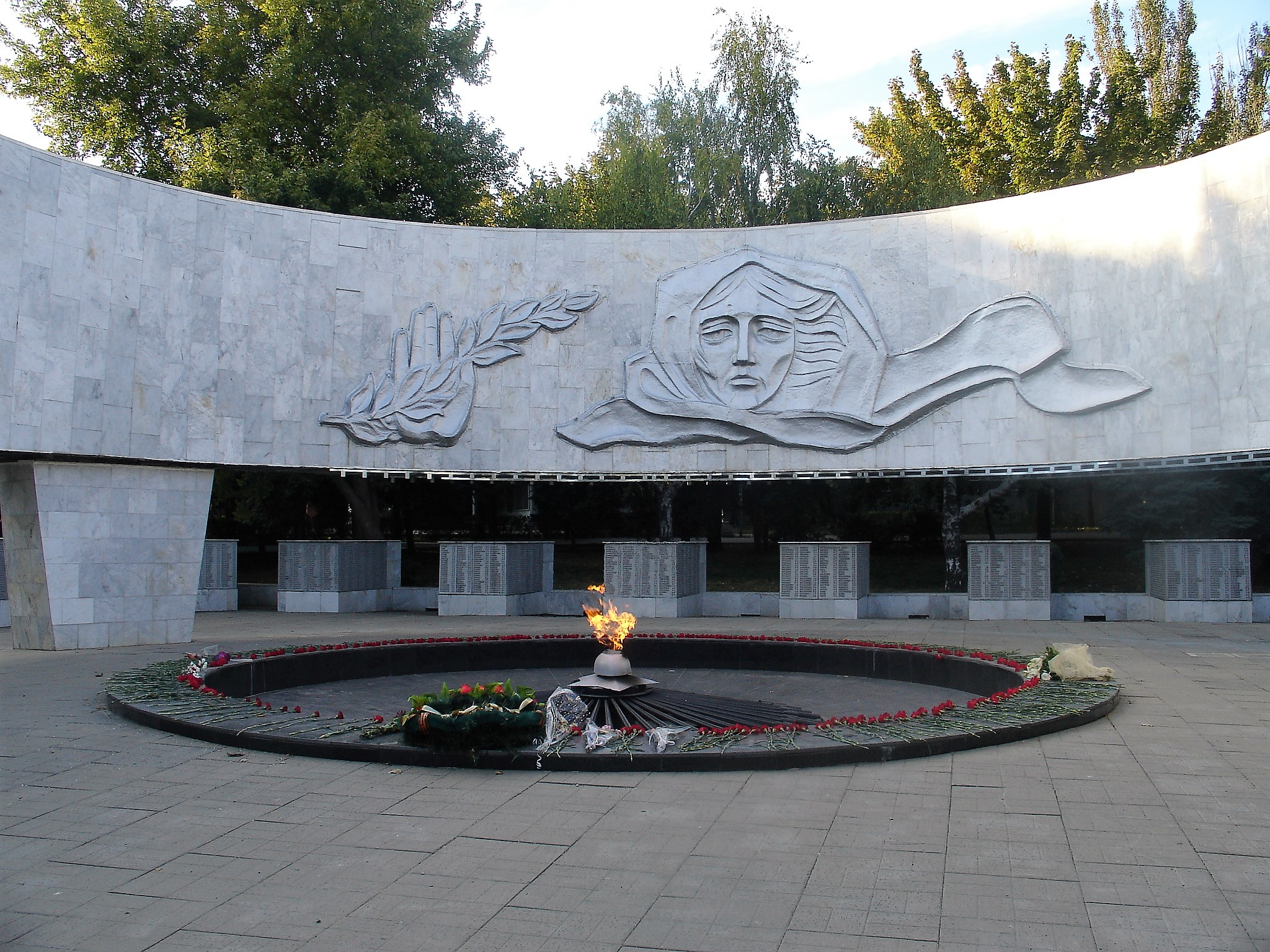
Oorlogsmonument Tweede Wereldoorlog

Ten oosten van het fort werd in 1779 de Armeense nederzetting Nachitsjevan aan de Don gesticht en in dezelfde tijd begon ook Rostov te zich te ontwikkelen. In 1785 kreeg de plaats stadsrechten en werd er een stadhuis gebouwd, in 1797 werd het de provinciehoofdstad. De naam Rostov verscheen voor het eerst in 1806 en 1811 kreeg de stad haar wapen toegewezen. Veel militaire betekenis had Rostov echter niet meer; in 1835 werd het in Rostov gelegerde garnizoen verplaatst naar Anapa, het fort werd opgeheven. Rostov bleef wel groeien en had in het midden van de 19e eeuw zo'n 15.000 inwoners. In 1859 werd het eerste telegraafstation in de stad geopend, in 1862 werd er een kantoor van de staatsbank gevestigd. Aansluiting op de spoorwegen volgde in 1875 en in 1887 reed de eerste paardentram door de stad; Rostov werd een belangrijk transportknooppunt voor verbindingen met de Kaukasus.
De sociale onrust in Rusland van het begin aan de 20e eeuw liet ook Rostov niet onberoerd, eind 1902 vond er een grote staking plaats in de stad. In 1915 kreeg Rostov een universiteit. Vanwege haar gunstige ligging bleef de stad groeien, het inwoneraantal was de 100.000 inmiddels gepasseerd. Tijdens de Russische Burgeroorlog vochten de bolsjewistische en Witte legers hevig om het inmiddels sterk geïndustrialiseerde Rostov, dat in 1920 definitief in handen van het Rode Leger viel. In 1928 werden Rostov en Nachitsjevan samengevoegd, de nieuwe stad krijgt de naam Rostov aan de Don. In 1941 en 1942 werd de stad bezet en grotendeels verwoest door Duitse troepen. Rostov behoorde in de Tweede Wereldoorlog tot de tien zwaarst getroffen steden van Rusland.
Na de oorlog werd er een nieuwe brug over de Don gebouwd. Aan het begin van de 21e eeuw kent Rostov aan de Don weer een aanzienlijke economische groei, evenals de rest van Rusland.
In de nacht van 23 op 24 juni 2023 werd de stad zonder tegenstand overgenomen en bezet door huurlingen geleid door Jevgeni Prigozjin tijdens de opstand van de Wagnergroep.

## Klimaat
Rostov heeft een gematigd landklimaat met (voor Russische begrippen) zachte winters; de gemiddelde temperatuur in januari is -4 °C. De zomers zijn lang, zonnig en warm met een gemiddelde temperatuur in juli van 23 °C. De gemiddelde jaarlijkse neerslag bedraagt 500 mm.
| Maand                       | jan   | feb   | mrt   | apr   | mei  | jun  | jul  | aug  | sep  | okt   | nov   | dec   | Jaar  |
| --------------------------- | ----- | ----- | ----- | ----- | ---- | ---- | ---- | ---- | ---- | ----- | ----- | ----- | ----- |
| Hoogste maximum (°C)        | 15,0  | 19,8  | 26,0  | 33,6  | 35,6 | 38,4 | 39,6 | 40,1 | 38,1 | 31,0  | 25,0  | 18,5  | 40,1  |
| Gemiddeld maximum (°C)      | −1,1  | 0,2   | 6,0   | 16,6  | 22,9 | 27,1 | 29,1 | 28,3 | 22,5 | 14,2  | 6,3   | 2,2   | 14,5  |
| Gemiddelde temperatuur (°C) | −4,4  | −3,5  | 1,6   | 10,9  | 16,9 | 21,2 | 22,9 | 21,9 | 16,4 | 9,1   | 2,9   | −0,7  | 9,6   |
| Gemiddeld minimum (°C)      | −7,1  | −6,3  | −1,6  | 6,5   | 11,8 | 16,0 | 17,6 | 16,4 | 11,3 | 5,3   | 0,5   | −3,0  | 5,6   |
| Laagste minimum (°C)        | −31,9 | −30,9 | −28,1 | −10,4 | −4,3 | −0,1 | 7,6  | 2,6  | −4,6 | −10,4 | −25,1 | −28,5 | −31,9 |
|                             |       |       |       |       |      |      |      |      |      |       |       |       |       |
| Neerslag (mm)               | 49    | 48    | 46    | 55    | 53   | 60   | 60   | 51   | 40   | 37    | 48    | 71    | 618   |
| Bron: pogoda.ru.net:        |       |       |       |       |      |      |      |      |      |       |       |       |       |

## Economie
Rostov aan de Don is een van grootste economische centra van Zuid-Rusland. Het was aanvankelijk vooral een handelsstad en was voor de revolutie de derde stad van Rusland wat betreft de omvang van de buitenlandse handel. Aan het begin van de 20e eeuw was er echter al een honderdtal productiebedrijven in Rostov, waaronder een grote spoorbouwer. Een derde van de industrie was in buitenlandse handen.
De belangrijkste takken van industrie zijn tegenwoordig machinebouw, productie en verwerking van levensmiddelen, chemische industrie en diverse vormen van lichte industrie. Er worden onder andere combines (meer dan de helft van de totale productie in Rusland), helikopters, industriële apparatuur, klokken, kleding, lederwaren, tabaksartikelen en navigatieapparatuur geproduceerd.

## Transport
De stad is een belangrijk transportknooppunt en wordt wel de Poort tot de Kaukasus genoemd. Spoorlijnen naar onder andere Voronezj, Donetsk en Batajsk komen samen in Rostov. Via het hoofdwegennet is de stad verbonden met Moskou, Kiev en Bakoe.
De rivier de Don is een belangrijke transportader die het zuidwesten van het land verbindt met het centrum van Europees-Rusland. De haven van Rostov heeft een sterke positie in het vervoer van zowel reizigers als goederen en is verbonden met de Zwarte Zee en de Zee van Azov en middels het Wolga-Donkanaal ook met de Wolga en de Kaspische Zee. Via de binnenwateren kan geheel Europees-Rusland bereikt worden. In de haven worden voornamelijk hout, erts, mineralen en landbouwmachines overgeslagen.
Rostov aan de Don beschikt over een internationale luchthaven. Er zijn verbindingen met vrijwel alle steden in Rusland en enkele buitenlandse bestemmingen, met name in Oost- en Centraal-Europa, maar ook in Spanje, Duitsland en Syrië. Het aantal reizigerskilometers bedraagt 4,5 miljard op jaarbasis, het goederenvervoer 19.700 ton.
Het stadsvervoer wordt uitgevoerd door trams, stadsbussen en trolleybussen. Het gemeentelijke openbaar vervoer concurreert met particuliere transportbedrijven.

## Cultuur
Rostov aan de Don is het culturele centrum van de regio. Voor uitvoerende kunsten kan men onder andere terecht in het Gorkitheater, het jeugdtheater, het poppentheater en het circus. De stad beschikt over een museum voor beeldende kunst (met name Russische kunst) en een heemkundig museum.
Veel van de historische gebouwen van Rostov werden tijdens de Tweede Wereldoorlog verwoest, maar de stad heeft nog altijd 543 bouwwerken als monument aangeduid. De Alexander Nevski-kathedraal (1908) en de Grigorija-kathedraal in Nachitsjevan (1783-1807) werden in de Sovjettijd gesloopt. Het belangrijkste overgebleven monument in het centrum van Rostov is de Maria Geboortekathedraal (1854-1860).
De belangrijkste feestdagen in Rostov zijn de Dag van de overwinning (9 mei) en de Dag van de stad (midden september).

## Onderwijs en wetenschap
Rostov beschikt over 288 openbare (gemeentelijke) scholen, veertig gespecialiseerde hogescholen en vier universiteiten. De oudste universiteit van de stad, de Staatsuniversiteit van Rostov, werd in 1915 gesticht op basis van de uit Warschau verplaatste Russische universiteit. Later ontstond hieruit ook een aantal gespecialiseerde zelfstandige universiteiten:
- Technische Staatsuniversiteit van de Don
- Staatsuniversiteit voor vervoerskunde
- Staatsuniversiteit voor bouwkunde

## Sport
Rostov was een van de gaststeden voor het WK voetbal 2018. Hiervoor werd het stadion Rostov Arena gebouwd, dat plaats biedt aan 45.000 toeschouwers.
Ten tijde van de Sovjet-Unie was SKA Rostov de grootste voetbalclub van de stad. De club speelde tussen 1959 en 1985 21 seizoenen in de Top Liga en was voornamelijk in de jaren zestig succesvol toen ze vaak in de subtop eindigden. Tegen het einde van de Sovjet-Unie was de club al weggezakt naar de derde klasse. Na de Russische onafhankelijkheid speelde de club met enkele uitzonderingen ook op dit niveau. FK Rostov was de tweede club van de stad en speelde, nog onder de naam RostselMasj Rostov, vanaf midden jaren tachtig in de tweede klasse. Met de start van de Russische competitie werden de Sovjet-tweedeklassers ook eersteklassers en sindsdien is de club een vaste waarde, op twee seizoenen na. Meestal was de club een middenmoter, behalve in 2016 toen ze vicekampioen werden.

## Stedenbanden
- Dortmund (Duitsland)
- Glasgow (Verenigd Koninkrijk)
- Jerevan (Armenië)

## Geboren
- Martiros Sarian (1880-1972), Armeens schilder
- Aleksandr Moisejevitsj Sjapiro (1882-1945), anarcho-syndicalistisch militant
- Michail Gnesin (1883-1957), componist en leraar
- Sabina Spielrein (1885-1942), psychoanalytica
- Alexander Myasnikyan (1886-1925), Armeens bolsjewiek en ambtenaar
- Sawielly Tartakower (1887-1956), Pools schaker
- Efrem Zimbalist (1889-1985), musicus
- Vladimir Petljakov (1891–1942), luchtvaartingenieur
- Vera Panova (1905-1973), journaliste en schrijfster
- Georgij Fljorov (1913-1990), kernfysicus
- Leonid Sjamkovitsj (1923-2005), Russisch-Israëlisch-Amerikaans schaker
- Viktor Ponedelnik (1937-2020), voetballer
- Viktor Zoebkov (1937-2016), basketballer
- Nikolai Korolkov (1946-2024), ruiter
- Irina Allegrova (1952), zangeres
- Joeri Basjmet (1953), violist
- Tamara Bykova (1958), hoogspringster
- Vladimir Pysjnenko (1970), zwemmer
- Jekaterina Kovalevskaja (1974), schaakster
- Maksim Staviski (1977), Bulgaars ijsdanser
- Sergej Davydov (1979), Wit-Russische kunstschaatser
- Aleksandr Galkin (1979), schaker
- Aleksej Jerjomenko (1983), voetballer
- Viktoria Lopyrjova (1983), model
- Antonina Krivosjapka (1987), atlete
- Eva Rivas (1987), Armeens-Russisch zangeres
- Jekaterina Toedegesjeva (1987), snowboardster
- Aleksandr Maksimenko (1998), voetballer
- Vladimir Atojev (1999), autocoureur

### Overig
- Foto's van Rostov (Russisch)
- Kerken van Rostov (Russisch)

Bestuurlijk centrum: Rostov aan de Don

Aksai · Azov · Batajsk · Belaja Kalitva · Donetsk · Goekovo · Kamensk-Sjachtinski · Novotsjerkassk · Novosjachtinsk · Konstantinovsk · Krasni Soelin · Millerovo · Morozovsk · Proletarsk · Salsk · Semikarakorsk · Sjachty · Taganrog · Tsimljansk · Volgodonsk · Zernograd · Zverevo
Jekaterinenburg (Jekaterinboerg) · Kazan · Moskou (Moskva) · Nizjni Novgorod · Novosibirsk · Oefa · Omsk · Perm · Rostov aan de Don (Rostov-na-Donoe) · Samara · Sint-Petersburg (Sankt-Peterboerg) · Tsjeljabinsk · Wolgograd (Volgograd)